# Norman Geras
Norman Geras (/ˈɡɛrəs/; 25 Agosto 1943 – 18 Outubro 2013) foi um teórico político e professor emérito de Política na Universidade de Manchester. Geras contribuiu para uma análise das obras de Karl Marx no seu livro Marx and Human Nature e artigo "The Controversy About Marx and Justice". Os seus "Sete Tipos de Obloquia: Travestis do Marxismo", figuraram no Registro Socialista em 1990.

## Biografia
Geras nasceu em Bulawayo, Rodésia do Sul, de familia Judaica. Chegando ao Reino Unido em 1962, foi leitor de filosofia, política e economia na Pembroke College, Oxford e formou-se em 1965. Foi estudante de pesquisa de 1965 a 1967 no Nuffield College, Oxford, antes de ingressar na Universidade de Manchester como professor em 1967.
Casou-se com a autora infantil Adèle Geras (nascida em Jerusalém, 1944) em 1967. Uma das suas duas filhas é Sophie Hannah, poeta e autora.

## Ligações externos
- Normblog
- Página do Geras no Twitter
- Entrevista
- Anti-semitismo álibi, compreensão : para uma compreensão mais profunda de Israel e da região, 29 de janeiro de 2013
- Obituário na Revista Socialista de Paul Blackledge
- «University alerts students to danger of leftwing essay». the Guardian (em inglês)  Os alunos da Universidade de Reading foram instruídos a tomar cuidado ao ler seu ensaio